# 운명의 칵테일
운명의 칵테일(Mr. Destiny)은 미국에서 제작된 제임스 오르 감독의 1990년 판타지, 코미디 영화이다. 제임스 벨루시 등이 주연으로 출연하였고 짐 크룩생크 등이 제작에 참여하였다.

## 출연

### 주연
- 제임스 벨루시
- 린다 해밀턴
- 마이클 케인

### 조연
- 존 로비츠
- 하트 보크너
- 빌 맥커천
- 르네 루소
- 제이 O. 샌더스
- 모리 체이킨

## 제작진
- 공동제작: 수잔 B. 랜다우
- 미술: 마이클 세이무어
- 의상: 제인 그린우드
- 배역: 리자 브라몬 가르시아
- 배역: 빌리 홉킨스
- 배역: 헤이디 르빗